# 跳岭头
跳岭头是流传于广西钦州等地乡村的一种节庆综合歌舞艺术，它继承了古代傩赛社的特征。当地还有得名于该舞种的地方节日“岭头节”。整个表演由舞蹈、锣鼓乐和歌唱三大部分构成，一般露天进行，由一个或数个民间艺人，依序表演单人舞《开坛》、二人舞《扯大红》、三人舞《跳三师》、五人舞《出帅》、6人舞《收精》、群舞《操兵》等12个舞段。

## 舞蹈
跳岭头的舞蹈动作古朴而富有个性，头形、手势和步法动律鲜明，基本舞姿为装山字头，立则蹲，动则颤，扬手掩胸踮跳转。角色众多，各有表现其特定性格的舞蹈动作和扮相，观众只有从其行头才能分辨清角色。竹编纸糊的平面面具6只称之为“师”，其余木雕的立体面具叫“相”，两侧有系带，倾扎于表演者前额上。拥有36只面具的谓之“全相”，包括一帝、二元、三郎僮、三娘、三妖精、四官、四地祇、五雷、十帅，各地略有出入，一相多用。脸谱釉彩红黑青白，表情喜怒哀乐，形象美丑忠狡，特征鲜明夸张。服饰则以蓝衣短褂红缎彩绣无袖长袍为主。

## 打击乐
伴奏的乐器只有锣和鼓两种。武锣又叫高边锣，边沿高起三四寸，锣面直径自一尺五寸至两尺五寸不等，动用全套12面武锣是最大的阵仗。还有一面叫马锣的小锣，形状元异样，但锣面直径只有五六寸，搭挂鼓腰间，供点板用的。鼓的名称有象鼓、仗鼓、长鼓等，在灵山“跳岭头”的《阴歌小雅》中叙述鼓的形制，主要特点是两头大、中间细如蜂腰，故现名之为“蜂鼓”。
质量好的蜂鼓声音能传出七八里外。鼓手端坐，边指挥乐队，边将蜂鼓横置双腿上，右手掌拍击鼓面，左手拿小棍敲击小马锣。锣鼓点有《开坛》、《洗脚》、《三师》、  《四帅》、《中棚》、《捉妖精》等。  

## 歌唱
“跳岭头”的舞蹈和歌唱是截然分开又互为补充的，跳时不唱，唱则不跳，以歌唱介绍角色或补叙故事。记录唱词的本子谓之“岭头科”，简介角色、形象的唱段叫“唱偈”，叙述角色事迹、故事情节的叫“唱格”（有时叫“咏古”），每一个唱格相当于一首叙事民歌。唱格的语言大都口语化，通常运用比兴、比喻、对比、排比、拈联、谐音等修辞手法形象表意。
唱词为两乐句或四乐句结构，歌唱的音域较窄，五声羽调式居多，间或使用六声宫调式，音韵优美。由于都是用方言演唱，各地的曲调略有差异，唱腔也有所变化。例如灵山县西南部的唱词浑厚少拖腔，东北部则悠扬多拖腔。